# Ida Vitale
Pour les articles homonymes, voir Vitale.
Ida Vitale, née à Montevideo le 2 novembre 1923, est une femme de lettres et poétesse uruguayenne.

## Biographie

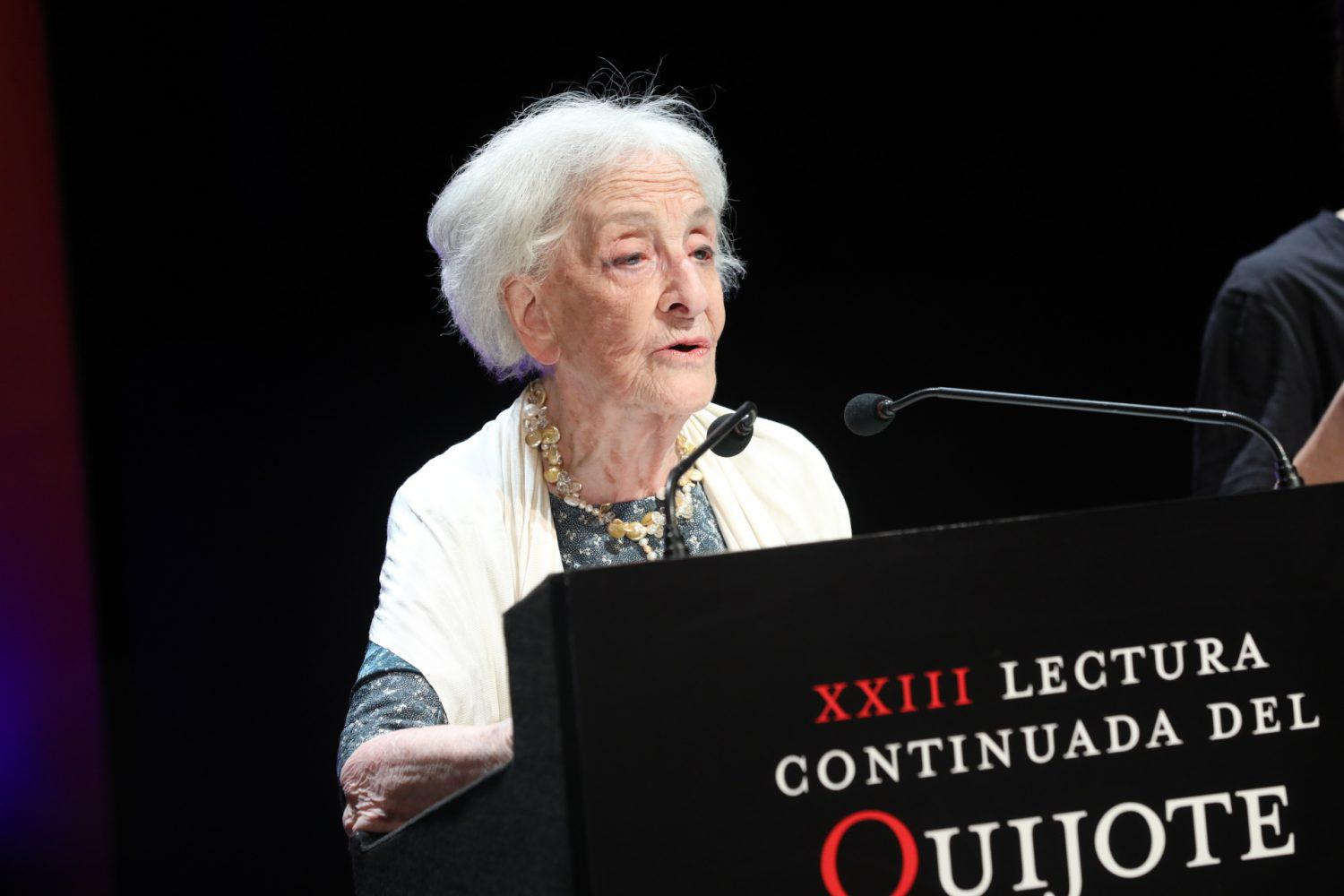
Ida Vitale lors de la lecture annuelle de Don Quichotte, à Madrid, en 2019.

Elle grandit dans un milieu cultivé, avant d'entamer des études de droit qu'elle abandonne pour se tourner vers les lettres. Entre 1974 et 1985, elle émigre au Mexique en compagnie du poète Enrique Fierro (es), à la suite du coup d'État de 1973 en Uruguay. Depuis 1989, ils vivent ensemble à Austin, au Texas.

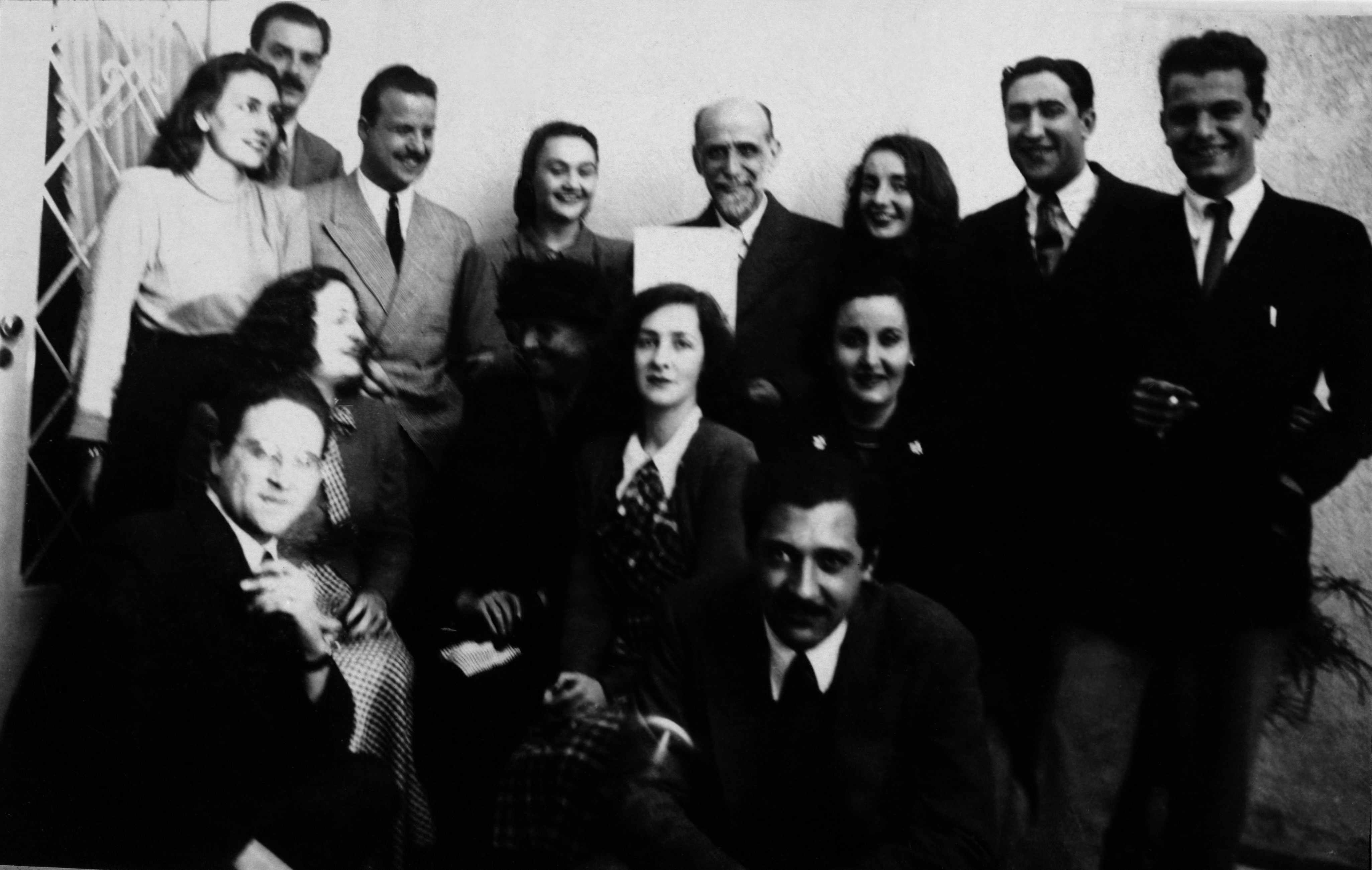
Membres de la Génération de 45. De droite à gauche, debout : María Zulema Silva Vila, Manuel Arturo Claps, Carlos Maggi, María Inés Silva Vila, Juan Ramón Jiménez, Idea Vilariño, Emir Rodríguez Monegal, Ángel Rama. Assis: José Pedro Díaz, Amanda Berenguer, Zenobia Camprubí, Ida Vitale, Elda Lago, Manuel Flores Mora.

Elle fait partie de la Génération de 45 (en), avec d'autres écrivains uruguayens tels que Juan Carlos Onetti, Carlos Maggi et Idea Vilariño.
Elle remporte en 2009 le prix international Octavio Paz de la poésie – partagé avec le catalan Ramón Xirau. Par ailleurs, son œuvre poétique a également été récompensé en 2015 par le prix Reina Sofia pour la poésie ibéro-américaine.
En 2018, elle remporte le prix Cervantes, plus haute distinction de la littérature en espagnol, en 2016 le prix international de poésie Federico García Lorca et en 2017, le prix Max-Jacob.

## Œuvres
- La luz de esta memoria, 1949.
- Palabra dada, 1953.
- Cada uno en su noche, 1960.
- Oidor andante, 1972.
- Fieles (anthologie), 1977.
- Jardín de sílice, 1978.
- Elegías en otoño, 1982.
- Fieles, 1982.
- Entresaca, 1984.
- Sueños de la constancia (anthologie), 1988.
- Procura de lo imposible, 1988.
- Serie del sinsonte, 1992.
- Paz por dos (en collaboration avec Enrique Fierro), 1994.
- Donde vuela el camaleón, 1996.
- Reducción del infinito, 2002.
- Plantas y animales, 2003.
- Trema, 2005.
- Mella y Cribla, 2010.

### Traductions de ses œuvres
- (en + es) Reason Enough, Host Publication, 2007 (anthologie).
- (fr + es) Ni plus ni moins, Le Seuil, 2016. Edition bilingue français espagnol, traduction Silvia Baron Supervielle et François Maspero. Ce livre reprend tout ou partie des ouvrages publiés en 1949, 1953, 1960, 1972, 1978, 2002, 2005, 2010.